# Graal
Pour les articles homonymes, voir Graal (homonymie).
Pour l’article ayant un titre homophone, voir Gral.

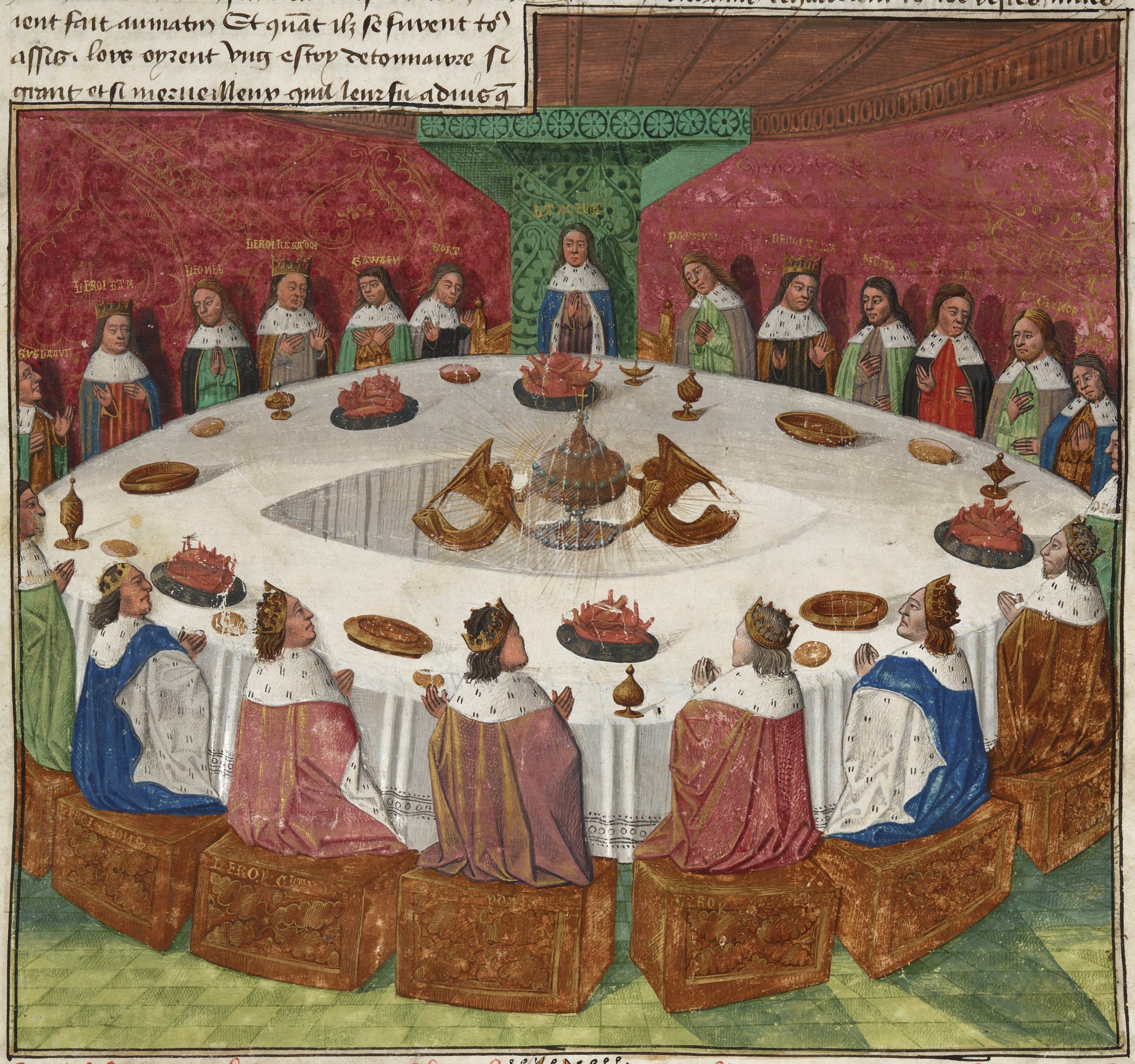
Le roi Arthur, les chevaliers de la Table ronde et le Graal.
Miniature d'Évrard d'Espinques dans un manuscrit du Lancelot en prose, vers 1470, BNF.

Le Graal est un objet mythique de la légende arthurienne, objet de la quête des chevaliers de la Table ronde.
À partir du XIIIe siècle, il est assimilé au Saint Calice (la coupe utilisée par Jésus-Christ et ses douze disciples au cours de la Cène, et qui a recueilli le sang du Christ) et prend le nom de Saint Graal. La nature du Graal et le thème de la quête qui lui sont associés ont donné lieu à de nombreuses interprétations symboliques ou ésotériques, ainsi qu'à de multiples illustrations artistiques.

## Origine et évolution de la figure du Graal

Le Graal peint par Dante Gabriel Rossetti (1860).

L'objet légendaire du Graal apparaît pour la première fois à la fin du XIIe siècle (au Moyen Âge) dans le roman Perceval ou le Conte du Graal (chapitres 8, 15 et 19), de Chrétien de Troyes, sans rôle et forme précise données, Perceval se posant de nombreuses questions à son sujet, mais n’osant les exprimer à haute voix. Il est analysé parfois comme étant alors l’avatar du chaudron d'immortalité du Dagda – talisman de la mythologie celtique. Ce Graal qui produit une nourriture miraculeuse qui se renouvelle chaque jour se présente comme un souvenir des vases et récipients d'abondance au contenu inépuisable, fournisseurs de mets et de boisson, dont la mythologie celtique et les légendes d'autres cultures indo-européennes font souvent mention (le motif de la corne d'abondance par exemple, dans la mythologie grecque). Sa conservation chez le roi et son exhibition dans la fête assurent à la société la reconduction des richesses d'année en année.
On suppose que le « Graal » désigne un plat large et peu profond ou un récipient creux aux larges bords : le mot « Graal » viendrait du latin médiéval cratella, « vase » qui désigne, en ancien français, une coupe ou un plat creux doté de larges bords. Chrétien de Troyes considère qu'il s'agit d'un plat à poisson (symbole chrétien, cette dénomination de mobilier est retrouvée dans les inventaires après décès). Pour d'autres, le mot « graal » ou « grasal » désigne un plat creux particulier destiné à servir les viandes riches en jus ou désigne plus généralement un plat servi dans les dîners d'apparat. Mario Roques en a découvert plus d'une cinquantaine de formes, toutes issues du latin gradalis, dans les parlers locaux des pays d'oïl, comme greal, greau, gruau, griau, grial, grélot, graduc, guerlaud, etc. Le Languedoc a conservé grazal ou grésal, qui, par métathèse, est devenu, de gradal, le mot gardale, dans le Sud-Ouest. Tous ces mots désignent un récipient creux aux usages divers. Le mot gradal était utilisé avec ce sens en 1150, comme le montre Michel Roquebert. Le mot graal est aussi trouvé avec ce sens en 1204.
Chrétien de Troyes mourut avant d'avoir pu terminer son ouvrage, que lui avait commandé Philippe d'Alsace, le comte de Flandre. Plusieurs auteurs reprirent et continuèrent l'histoire de Perceval : Wauchier de Denain, Manessier, Gerbert. Au début du XIIIe siècle, paraissent Perlesvaus, le Parzival de Wolfram von Eschenbach, et Joseph d'Arimathie ou l'Estoire dou Graal de Robert de Boron qui en fait une relique chrétienne dans le sens d'un christianisme ascétique, devenant le véritable Saint Graal. Chez Wolfram von Eschenbach, le plat du Graal est transformé en pierre à caractère sacré. Après 1230, le thème du Graal ne donnera plus lieu à de nouveaux développements littéraires.
Pour Michel Roquebert, tous les développements autour de la quête du Graal coïncident avec la croisade contre les Cathares du Languedoc et constituent de la sorte une machine de guerre idéologique[pourquoi ?]. Ces développements seraient aussi le résultat d'une rivalité franco-anglaise : la dynastie des Plantagenêts veut faire concurrence à l'ancienneté de Charlemagne et aux mythes fondateurs des Capétiens (notamment la légende de l'origine troyenne des Francs). Ainsi, à la suggestion d'Henri II, les moines de l'abbaye de Glastonbury entreprennent des fouilles en 1191 et exhument une certaine quantité d'ossements ainsi qu'une croix en plomb identifiant les restes supposés du roi Arthur et de la reine Guenièvre.

### Chez Chrétien de Troyes

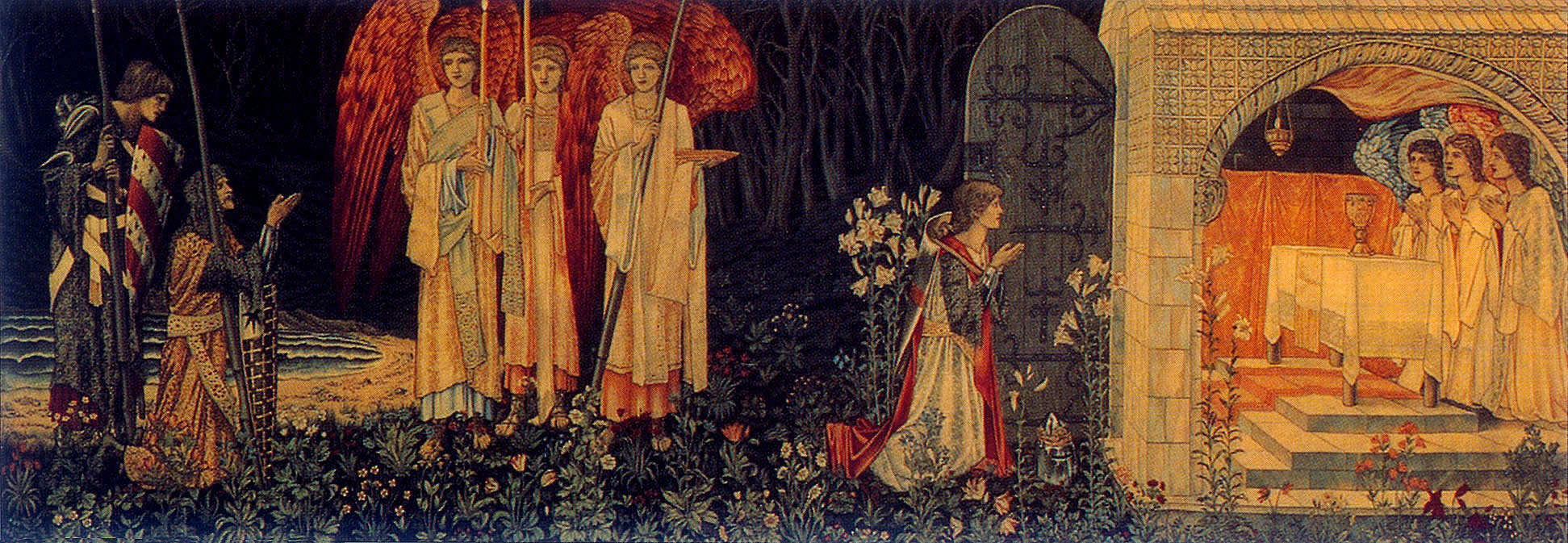
The Achievement of the Grail : Galahad, Bohort et Perceval découvrant le Graal, ici clairement identifié au Saint Calice.
Tableau de Sir
Edward Burne-Jones, William Morris et John Henry Dearle (1895).

Dans Perceval ou le Conte du Graal de Chrétien de Troyes, alors qu'il est au château du Roi pêcheur, Perceval voit un jeune homme tenant dans sa main une lance d'un blanc éclatant. De la pointe de fer de la lance perlent des gouttes de sang. Il voit également deux jeunes hommes tenant des chandeliers d'or et une demoiselle tenant un graal (qui répand une telle clarté que les chandelles en perdent leur éclat) enchâssé de rubis rouge sang. Le cortège s'achève avec une jeune femme portant un tailloir en argent.
Perceval échoue à cette « épreuve du Graal », puisqu'il garde le silence devant cette apparition, au lieu de demander pourquoi la lance saigne et à qui on apporte ce récipient (voir le texte en ancien français, ci-dessous).
Aucune signification de cette énigme symbolique n'est avancée par Chrétien de Troyes. Ses continuateurs interpréteront chacun à leur façon, en rattachant généralement ce récipient au sacré chrétien.
Dans ce conte, lorsque Perceval se rend au château du Roi pêcheur :

« un valet d'une chambre vint, qui une blanche lance tint … la lance blanche et le fer blanc, s'assoit une goutte de sang … I. graal antre ses .ii. mains une dameisele tenoit… »

Il relate ensuite cet épisode à la cour du roi Arthur :

« Chiés le Roi Pescheor alas, si veïs la lance qui sainne, et si te fu lors si grant painne d'ovrir ta boche et de parler que tu ne poïs demander por coi cele gote de sanc saut par la pointe del fer blanc ! Et le graal que tu veïs, ne demandas ne anqueïs quel riche home l'an an servoit. »

Puis chez un ermite :

« Sire, chiés le Roi Pescheor fui une fois, et vi la lance don li fers sainne sanz dotance, et del graal que ge i vi ge ne sai cui l'an an servi. »

### Chez les continuateurs
Une continuation du texte de Chrétien de Troyes, la Rédaction courte de Wauchier de Denain, explique que le Graal donne à chacun les nourritures qu'il désire, et l'associe avec la Sainte Lance, qui a percé le flanc du Christ sur la Croix (dont li fius Diu fu voirement ferus tres parmi le costé). Pour Wolfram von Eschenbach, comme il le présente dans son Parzival, le Graal est une pierre dont le nom ne se traduit pas : « Lapsit Exillis ». Certains auteurs[Qui ?] ont voulu le traduire par « Lapis Exilis » ou « Lapis Ex Coelis » : émeraude tombée, selon leur interprétation, du front de Lucifer durant son combat avec l’archange Michel, et qui, creusée en vase, recueillit bien après le sang du Christ s'écoulant des cinq plaies.
Au début du XIIIe siècle, Robert de Boron explique dans L'Estoire dou Graal que le Graal n'est autre que le Saint Calice, c'est-à-dire la coupe avec laquelle Jésus a célébré la Cène et dans laquelle a ensuite été recueilli son sang. Emporté en terres lointaines (sur l'île de Bretagne ?) par Joseph d'Arimathie, le « Saint Graal » (le Graal en tant que Saint Calice) devient le centre d'un mystère (car l'objet est d'abord caché, puis perdu), auquel certains élus participent autour d'une table ronde — d'où l'intégration dans les récits de la Table ronde. Cette christianisation de la légende du Graal est parachevée par la Queste del Saint Graal, roman anonyme écrit vers 1220, probablement par un moine, qui fait du Graal la Grâce divine. Selon la légende, celui qui boit dans cette coupe accède à la vie éternelle.

## La légende du «Saint Graal»

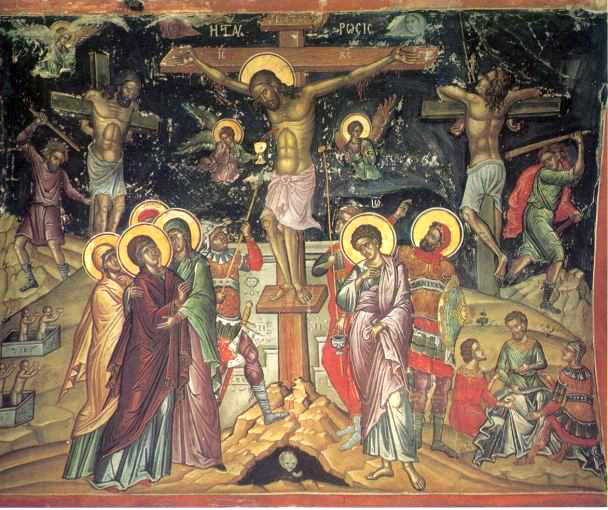
La Crucifixion de Théophane le Crétois, Jésus-Christ sur la croix recevant le coup de lance de saint Longin, et un ange tenant la coupe du Saint Graal.

D'après Robert de Boron, le Graal est le « Saint Graal » : le calice contenant le sang de Jésus-Christ, recueilli par Joseph d'Arimathie quand le Christ fut descendu de sa Croix. Ce calice est par ailleurs présenté comme étant celui dont Jésus s'est servi lors de la Cène, dernier repas avec les apôtres. Cette forme achevée de la légende du Graal, construite autour du personnage de Joseph d'Arimathie, a été écrite en vers par Robert de Boron.
Selon ces légendes, un juif (ou bien un homme de Ponce Pilate) aurait dérobé le Saint Calice au Cénacle, puis l'aurait remis à Pilate. Certaines légendes ajoutent même que Pilate y aurait puisé l'eau avec laquelle il s'est lavé les mains.
« Uns Juis le veissel trouva
chiés Symon, se l' prist et garda
car Jhesus fu d'ilec menez
et devant Pilate livrez. »
Robert de Boron
Selon Boron, Joseph d'Arimathie recueille dans le Saint Calice (que Ponce Pilate lui a remis ou qu'il est allé chercher au Cénacle) quelques gouttes du sang émanant de la plaie faite aux côtes de Jésus par un coup de la Sainte Lance : le Saint Sang. L’Évangile de Nicodème donne le nom du soldat qui infligea le coup de lance : Longin.
Il existe d'autres légendes :
- selon les légendes du Saint Sang, dont on trouve une supposée relique à l'Abbaye de la Trinité de Fécamp, le sang du Christ fut recueilli par Nicodème dans un gant qu'il confia à un proche ;
- dans d'autres légendes encore, le sang du Christ fut recueilli à l'aide de la Sainte Éponge.

Selon l’Évangile de Nicodème, Joseph d'Arimathée est ensuite capturé et mis au cachot (généralement, le soir même (Vendredi saint), vers la dixième heure). Certaines versions de la légende situent toutefois son arrestation trois jours après, après la découverte du tombeau vide.
Il est raconté que Jésus est apparu à Joseph d'Arimathée (le vendredi soir à minuit, précisent l’Évangile selon Nicodème ainsi que certaines légendes).
Dans certaines légendes, Jésus lui remet le Saint Calice (soit il le lui rend à nouveau, soit il le lui donne pour la première fois).
Tandis que dans l’Évangile selon Nicodème, Jésus « téléporte » Joseph d'Arimathée chez lui en lui demandant de ne pas bouger de là pendant quarante jours. Dans la légende, il reste enfermé dans son cachot, pendant trente à quarante ans (dans certaines légendes, une colombe vient déposer tous les jours une galette dans la coupe).
La légende vient généralement se rattacher à une autre légende, celle de la maladie de l'empereur romain Vespasien.
Un pèlerin (dans certaines légendes, il s'agit de l'ange Gabriel déguisé), raconte à Vespasien qu'il a vu en Judée un prophète ayant accompli de nombreux miracles. Bien que ce prophète, Jésus, soit mort, Vespasien peut être guéri s'il touche quelque chose lui ayant appartenu de son vivant. Il envoie ses hommes à la recherche d'un tel objet à Jérusalem. Sainte Véronique l'apprend (ou est prévenue par Gabriel) et se rend chez Vespasien pour lui apporter son voile.
Dans la légende de Joseph de Boron, Joseph d'Arimathée transmet le Saint Calice à son beau-frère (Hébron, ou Bron), époux de sa sœur (Enygeus), qui le transmet à son tour à son fils, Alain, qui le transporte aux « Vaux d'Avaron », un endroit inconnu que certains interprètent comme étant l'île d'Avalon, elle-même identifiée à Glastonbury.
« A son veissel et si l'a pris,
Et lau li sans couloit l'a mis,
Qu'avis li fu que mieuz seroient
Les goutes ki dedenz cherroient
Qu'ès vaus d'Avaron s'en ira
Et en ce païs demourra
Enygeus par non l'apeloit;
Et sen serourge par droit non,
Quant vouloit, apeloit Hebron. »
Robert de Boron
Dans d'autres légendes, Joseph d'Arimathée transmet le Saint Calice à son propre fils, Josephé (Josephus).

## Les interprétations du Graal

### La symbolique traditionnelle du Graal
Le Graal est un objet mystérieux :

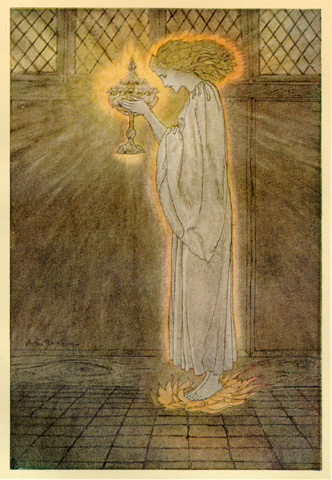
Dessin d'Arthur Rackham, « Comment au château de Corbenic, une jeune fille portant le Graal, annonça les exploits de Galahad », dans Le Roman du Roi Arthur et des Chevaliers de la Table ronde d'Alfred W. Pollard (1917).

- c'est un objet sacré aux pouvoirs puissants : seul un être pur pourra le trouver et en prendre possession ;
- selon certaines légendes, sa découverte annonce la fin des Temps Aventureux.

Pourtant, tous les chevaliers le cherchent, et le monde n'aura de paix qu'après sa découverte, mais, paradoxalement, c'est à celui qui ne le cherchait pas qu'il sera donné de le trouver, selon Wolfram. On peut ainsi donner plusieurs interprétations à la quête des chevaliers :
- l'énergie dépensée et les épreuves rencontrées font grandir ou révèlent les qualités des chevaliers, éventuellement leur permettent d'en acquérir de nouvelles. Il s'agit donc d'une quête initiatique ;
- la recherche d'un objet sacré comme but dans la vie, et même au risque de sa vie, montre que la finalité peut être plus importante que sa propre existence : vision chrétienne de la vie terrestre, vécue comme un passage avant un monde meilleur ;
- le Saint Graal déposé au centre de la Table Ronde, lieu de rencontre des puissants, marque symboliquement l'instauration du christianisme grâce aux pouvoirs temporels (politiques ou militaires). Il montre aussi la primauté du religieux sur le temporel, puisqu'il justifie les efforts accomplis par les chevaliers ;
- l'ancienne civilisation celtique druidique puis médiévale païenne, chaotique, faite de magie, de sorcellerie et de superstition, se termine pour laisser place à la civilisation chrétienne.

### Le Graal face à la science
Le Graal vu comme un récipient contenant le sang du Christ serait ainsi une invention de la toute fin du XIIe siècle. La légende générale du Graal elle-même serait une invention de Chrétien de Troyes et daterait des années 1180. Goulven Péron voit dans l'apparition du Graal au château du Roi Pêcheur un emprunt direct aux Métamorphoses d'Ovide, le « livre préféré » de Chrétien de Troyes.

### Sens figuré du mot
La quête du Graal a un sens moderne concret : il décrit un objectif difficilement réalisable, mais qui apportera au monde des nouvelles connaissances ou permettra une application originale sur la matière. Ainsi, en physique, on qualifie la théorie de grande unification (théorie du tout) de « Graal des physiciens ». De même, la compréhension du mécanisme par lequel les gènes contrôlent la physionomie des organes serait le « Graal des généticiens ».

### Sangreal
On retrouve dans Pantagruel, le livre de François Rabelais publié en 1532, par deux fois l'utilisation de « Sangreal » que le médecin Rabelais écornerait au passage, mais qu'il utiliserait ici pour railler une croyance répandue à l'époque en France et en Angleterre, que les rois (le vent miraculeux que le roi de l'île « guardoit religieusement comme ung aultre Sangreal et en guarissoit plusieurs enormes maladies ») posséderaient le don de guérir miraculeusement les écrouelles. Le terme Sangreal ferait référence à la coupe qui aurait recueilli le sang du Christ, « cette partie du sang de Jésus-Christ laquelle on dit qui court le monde qui opère un grand nombre de guérisons miraculeuses mais qui n'est visible qu à des yeux bien chastes », la tradition du Saint Graal initiée dans le Perceval ou le Conte du Graal de Chrétien de Troyes vers 1182,.
Sangreal, signifie « sainte Jatte », au sens que donne l’étymologie classique du graal, mais par ce nom les « anciens romans » entendaient, tantôt le saint vase où était le sang de Jésus-Christ (Le « Saint Gréal »), tantôt le sang lui-même (Le « Sang réal » pour « Sang royal »). Il confondaient aussi allègrement d'une part, la relique du Précieux Sang, conservée dans l'abbaye de la Trinité de Fécamp, confiée selon la légende à la mer par Isaac, fils de Joseph d'Arimathie, et venue s'échouer miraculeusement sur les plages du Pays de Caux, et le Sacro Catino, exposé à la cathédrale Saint-Laurent de Gênes, dérobée par les Génois qui la choisirent comme butin lors du sac de Césarée par les croisés en 1101, relique en vogue supposée être un plat utilisé lors de la dernière Cène, mais pas la coupe ayant servi à recueillir le sang du Christ. Cette confusion fut entérinée par les étymologistes du XVIIe siècle tels Pierre Borel (1620-1677). À cette époque, l’étymologie en était à ses balbutiements. Et Pierre Borel de conclure, de manière ingénue aux yeux de l’étymologiste moderne (sans savoir ce qu'en dira le phénoménologue) : « J'ai voulu mettre tous ces passages pour débrouiller la confusion qui était en la connaissance de ce mot et pour en remarquer les diverses significations ».

## Lieux rattachés au Graal
Plus de 200 lieux en Europe revendiquent posséder le Saint Graal.

### Reliques du Saint Calice

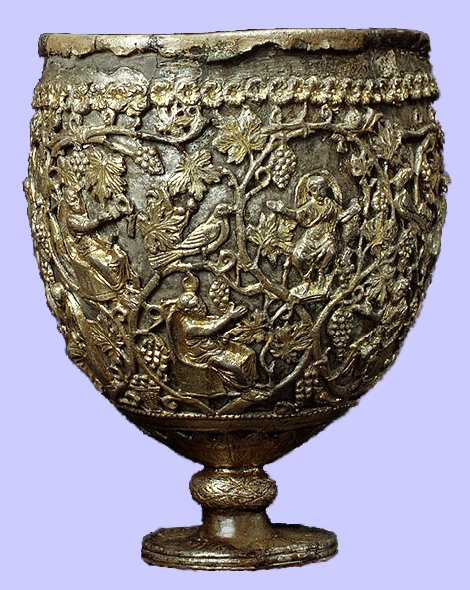
Le calice d'Antioche.

- Le Santo Caliz de la cathédrale de Valence (Espagne) : Saint Laurent, diacre du pape Sixte II, l'aurait fait envoyer dans son village natal de Huesca. Lors de la conquête musulmane, il aurait été caché dans les Pyrénées du Sud. Vers 1070, le Saint Calice est placé au monastère de Saint Jean de la Peña. En 1399, le roi Martin Ier d'Aragon le fait transporter au palais de la Aljafería de Saragosse puis à Barcelone. En 1416, son petit-fils Alphonse V d’Aragon le transfère dans son palais royal de Valence (Espagne). Jean II d'Aragon, frère du dernier qui lui succède, le redonne à l'Église catholique romaine, qui le conserve depuis à la cathédrale Sainte-Marie de Valence.
- Le Sacro Catino de Gênes (Italie).
- Le Calice d'Antioche en argent, conservé au Metropolitan Museum of Art à New York. Cet objet était présenté comme le Saint Calice. Il date du VIe siècle et aujourd'hui on pense plutôt que cet objet servait de lampe.
- Le Saint Vase, rapporté par les croisés de la basilique Sainte-Sophie de Constantinople à Troyes.
- Le Calice de Doña Urraca (es), actuellement dans le musée de la Collégiale de San Isidoro de León (Espagne).

### Autres Graals célèbres
- La coupe Nanteos : située au Pays de Galles dans un monastère, il s'agit d'un fragment de bol taillé dans du bois d'olivier (considéré comme ayant été taillé dans le bois de la croix sur laquelle Jésus fut crucifié), usé par les pèlerins venus y boire. Réputée pour les vertus curatives de l'eau à son contact.
- La coupe d'onyx de Victoria Palmer, anciennement des souverains du Pays de Galles, découverte par l'historien britannique Graham Phillips, et présentée à la presse en août 1995[16].
- La coupe du prétendu Ordre des templiers d'Italie, donnée à ce dernier en 1976 par l'un de ses membres, Antonio Ambrosini, et présentée à la presse par le grand maître Rocco Zingaro di San Fernandino en août 1995[16].
- La cuvette en or d'origine celtique repêchée dans le lac de Chiemsee (Munich) en 2001[17].
- Bruges : l'ampoule du Saint-Sang dans la ville où Chrétien de Troyes a reçu la commande du récit par le comte de Flandre Philippe d'Alsace.

Note : la cruche dont se serait personnellement servi le Christ lors des noces de Cana fit quant à elle partie du trésor des rois de France en la basilique Saint-Denis jusqu'au 11 septembre 1793, date à laquelle ce trésor fut en grande partie dispersé et ensuite perdu.

### Lieux en rapport avec Munsalwäsche et le château du Graal

#### Château de Montségur

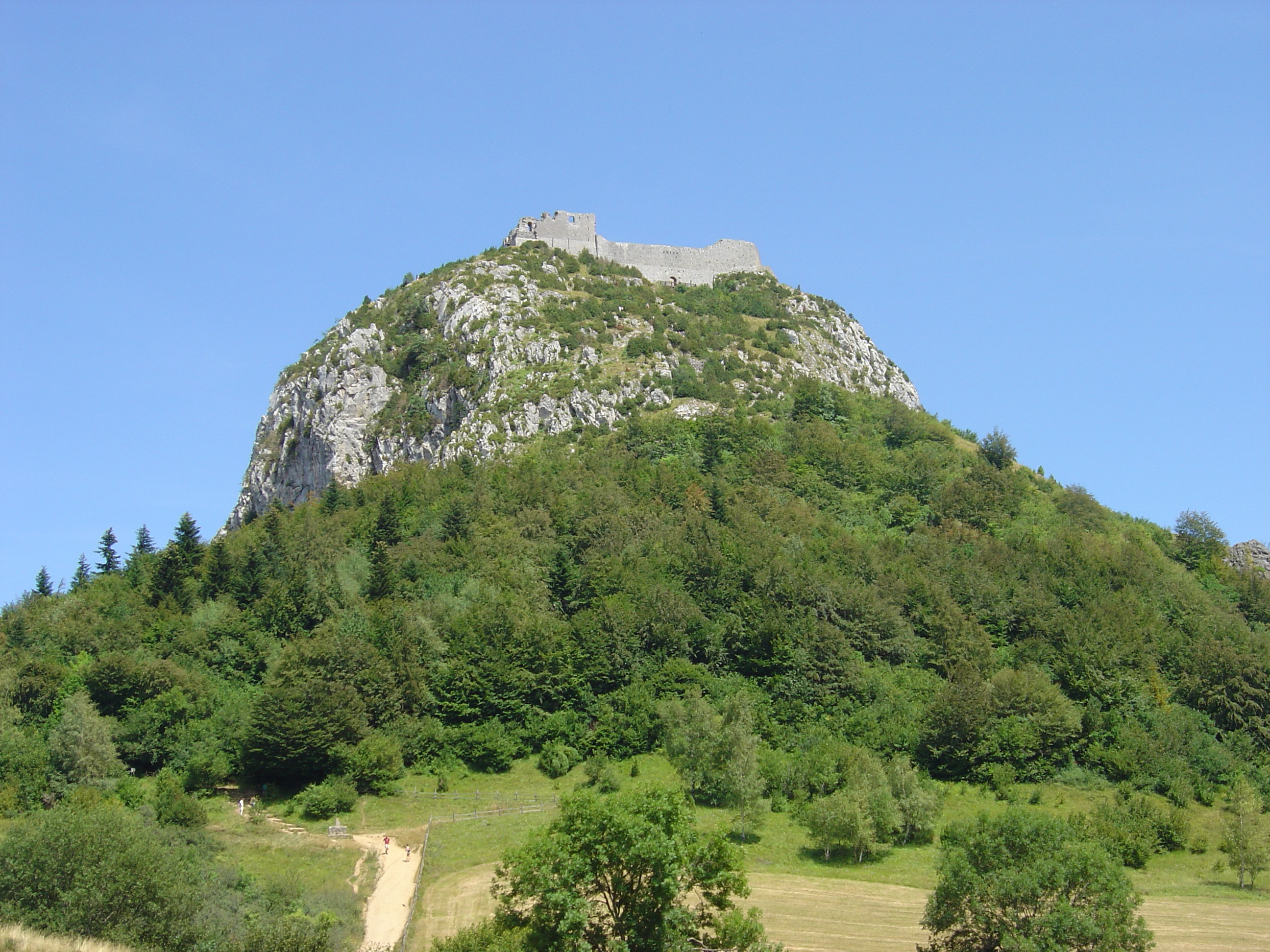
Le château de Montségur.

En 1931-1932, l'écrivain SS Otto Rahn (1904-1939) a exploré la région de Montségur. En 1934, il a publié un ouvrage intitulé Kreuzzug gegen den Graal (Croisade contre le Graal), incitant Heinrich Himmler à envoyer le capitaine Gunter d'Alquen et une vingtaine de soldats SS au château de Montségur et à Montserrat, en 1940, pour y chercher (en vain) cette coupe mythique.
L'association de Montségur (bastion cathare) au Graal est en fait due à une confusion étymologique : dans son Parzival, Wolfram von Eschenbach place le château du roi Pellès sur le Munsalwäsche, et les Allemands croyaient à tort que Montségur en était la signification et le lieu. La traduction précise de Munsalwäsche est « mont sauvage » ou « mont du salut », et non « Montségur ».

### Autres lieux
- Le fort de Las Grutas (en), dans la province argentine du Río Negro.
- L'Église Sainte-Onenne à Tréhorenteuc, en pays de Brocéliande (Ille-et-Vilaine), dite « chapelle du Graal » et dont les vitraux, fresques et peintures mêlent la tradition chrétienne et le mythe arthurien (table ronde, apparition du Graal, fresque au cerf blanc, etc.).
- Une étymologie populaire fait du Portugal le Porto Graal (« port du Graal »), lieu d'accueil du vase mythique. Dans la même veine, une légende veut que Christophe Colomb ait emporté dans ses vaisseaux le calice du Christ vers le Nouveau Monde où la quête du Graal est toujours active au XXIe siècle[19].
- La cité de Pétra, dans le film Indiana Jones et la Dernière Croisade.

## Postérité: le Graal et la quête du Graal dans les arts et la culture

### La thématique du Graal dans les nouveaux mouvements religieux
Les nouveaux mouvements religieux profitent de la fascination suscitée par le mystère du Graal.
L'aspect magique et symbolique du Graal favorise l'interprétation ésotérique. Le premier rapport de la Commission parlementaire sur les sectes en France paru en 1995 évoque 950 adeptes en France et 9 000 dans le monde pour le Mouvement du Graal.

### Opéra
- Le thème du Graal se retrouve dans l'opéra Parsifal (1882) de Richard Wagner.

### Théâtre
- Le thème du Graal se retrouve dans la pièce Le Roi Pêcheur (1948) de Julien Gracq.
- Dans la pièce le Chevalier de neige de Boris Vian, représenté par Jo Tréhard en 1945 à Caen et à Strasbourg dans une version opéra sur un livret de Georges Delerue.
- Albert Gérard Klockenbring, Perceval, drame en 3 actes, EAR, Genève, 1982.

### Littérature
Le thème du Graal se retrouve dans les romans suivants :
- Parzival de Wolfram von Eschenbach
- Le récit du graal, de Max Jacob ;
- L'Épée dans la pierre (1938) et The Once and Future King (en) (1958) de T.H. White ;
- Montsalvat (1957), de Pierre Benoit, l'auteur reprend la thématique de l'exode du Graal présente chez Wolfram jointe à des références cathares ;
- Les Dames du lac, Les Brumes d'Avalon et Le Secret d'Avalon (1983) de Marion Zimmer Bradley, proches du légendaire celtique ;
- L'Enchanteur (1984) de René Barjavel ;
- Graal-Romance (1985) de Jean-Pierre Le Dantec ;
- La Nuit du motard (1986) et Lancelot (1987) de Florence Trystram ;
- Le Pendule de Foucault (1988) d'Umberto Eco ;
- Merlin (1989) de Michel Rio ;
- Le Retour d'Avalon (1993) de Gilles Nadin ;
- Da Vinci Code (2003) de Dan Brown dont les héros cherchent à percer le secret du Graal, en Angleterre et à Paris, et qui reprend l'interprétation de L'Énigme sacrée : le Graal serait une métaphore pour désigner Marie-Madeleine, qui aurait été la femme de Jésus et la mère de sa descendance ;
- La Quête du Graal (2004) de Bernard Cornwell ;
- Labyrinthe (2005) de Kate Mosse, racontant la quête de manuscrits renfermant le secret du Graal en pays cathare ;
- Fate/Zero (2006-2007), série de romans servant de préquelle au jeu vidéo Fate/stay night et où le Saint-Graal joue un rôle central.
- Merlin (2009) de Anne-Marie Cadot-Colin ;
- la tétralogie Le Livre sans nom (2007-2012) paru de manière anonyme, le Graal est présenté comme un calice permettant de purifier les humains dénaturés (vampires et loup-garous) ;
- Sœurs lumineuses (2011) de Jack Chaboud, un templier, découvre le château du Graal en Terre sainte ;
- Fate/Apocrypha (2012-2014), série de romans se déroulant dans un univers alternatif de Fate/stay night et où le Saint-Graal est aussi le but ultime ;
- Le Secret du Graal (2014) de Glenn Cooper, Arthur Malory, descendant du chevalier Arthur, cherche le saint Graal ;
- L'Empire du Graal (2016) d'Éric Giacometti et Jacques Ravenne, onzième aventure du Commissaire Marcas ;
- L'ultime trésor (2017) de Joël Pagé[21], roman et thriller arthurien où Antoine Goldman, géophysicien, trouve le Graal grâce à sa science.

Il se trouve aussi dans cette nouvelle:
- le dernier rempart de Camelot (1979) de Roger Zelazny.

### Cinéma
On retrouve également le thème du Graal dans les films suivants :
- Le Saint Graal (1912) de Mario Caserini.
- Les Chevaliers de la Table ronde (1953) de Richard Thorpe.
- Lancelot du Lac (1974) de Robert Bresson.
- Monty Python : Sacré Graal ! (1975) de Terry Jones et Terry Gilliam (film parodique comique de la quête des chevaliers de la Table Ronde).
- Perceval le Gallois (1978) d'Eric Rohmer.
- Excalibur (1981) de John Boorman.
- Indiana Jones et la Dernière Croisade (1989) de Steven Spielberg.
- Le Roi Pêcheur (1991) de Terry Gilliam.
- Le Sang des Templiers (2004) de Florian Baxmeyer, les Templiers et les Sainclairs, deux clans ennemis, sont à la recherche du Saint Graal depuis des millénaires.
- Da Vinci Code (2006) de Ron Howard, tiré du roman du même nom.
- Les Conquérants (2013) de Xabi Molia, est une réécriture d'une quête à l'envers où deux frères doivent retourner le Graal à sa place pour conjurer une malédiction familiale.

### Télévision
- Dans la série Kaamelott, la quête du Graal y est présentée sous forme de parodie comique.
- Dans la série Stargate SG-1, le Graal apparaît comme une arme construite par Merlin afin de détruire les Ori.
- Dans le téléfilm L'Apprenti de Merlin (2006) de David Wu (en), l'intrigue tourne autour de la quête du Saint Graal par les descendants des chevaliers de la Table Ronde afin de redorer le blason de Camelot.
- Dans la série Once Upon a Time, le Graal apparaît lors de la cinquième saison : la coupe est à l'origine de l'immortalité et des pouvoirs magiques de Merlin l'enchanteur et du Ténébreux.
- Dans la série Knightfall, la quête du Graal est abordée tout au long de la première saison, apportant au détenteur de l'objet un pouvoir symbolique et politique, ce qui amène à une lutte entre le Roi de France et le pape Boniface aidé de ses templiers.
- Dans la série Les Enquêtes de Murdoch (saison 8 épisode 11), Murdoch par a la recherche du Graal pour découvrir la raison de la mort d'un homme.
- Un épisode "spécial Noël" de la série britannique Detectorists diffusé en 2022 fait une large place à la découverte d'une coupe soupçonnée d'être le Saint Graal.

### Anime et manga
- Dans Sailor Moon (1994) de Naoko Takeuchi (manga et anime), le Saint Graal intervient au cours du troisième arc comme benjo objet clé dans l'affrontement contre les forces du Mal.
- Le Graal est l'enjeu central de la série de visual novel et d'anime Fate, qui met en scène des personnages s'affrontant en battle royale et dont le vainqueur recevra cet objet.

### Bande dessinée
- Dans la bande dessinée de Keno Don Rosa Une lettre de la maison, Balthazar Picsou et ses neveux trouvent le Saint Graal dans le trésor perdu des Templiers.

### Web-séries
- Le gland sacré dans la fiction humoristique Draculi & Gandolfi de Guillaume Sanjorge, objet de quête du chevalier Artufeli (interprété par Laurent Artufel)[22].

### Livres-jeu
Dans la série de livres-jeu en huit volumes intitulée Quête du Graal (GrailQuest, 1984-1987), écrite par J. H. Brennan.

### Jeux vidéo
- Dans le jeu vidéo Fate/stay night (2004) de Type-Moon, sept magiciens se livrent une guerre aux côtés de leur gardien afin d'obtenir la relique qui permettra de réaliser leur vœu le plus cher.